# Guy Lèguevaques
Guy Lèguevaques, né le 6 janvier 1936 à Toulouse et mort le 23 octobre 2024 à Arcambal,, est un sénateur socialiste français élu le 13 janvier 1996 en remplacement du sénateur Claude Cornac, décédé. Son mandat se termine le 30 septembre 1998.

## Autres fonctions
- Conseiller général du canton de Toulouse-14 de 1996 à 1998 en remplacement du sénateur Claude Cornac, décédé.
- Maire de Launaguet (1977-1996)[3]